# 酒饅頭

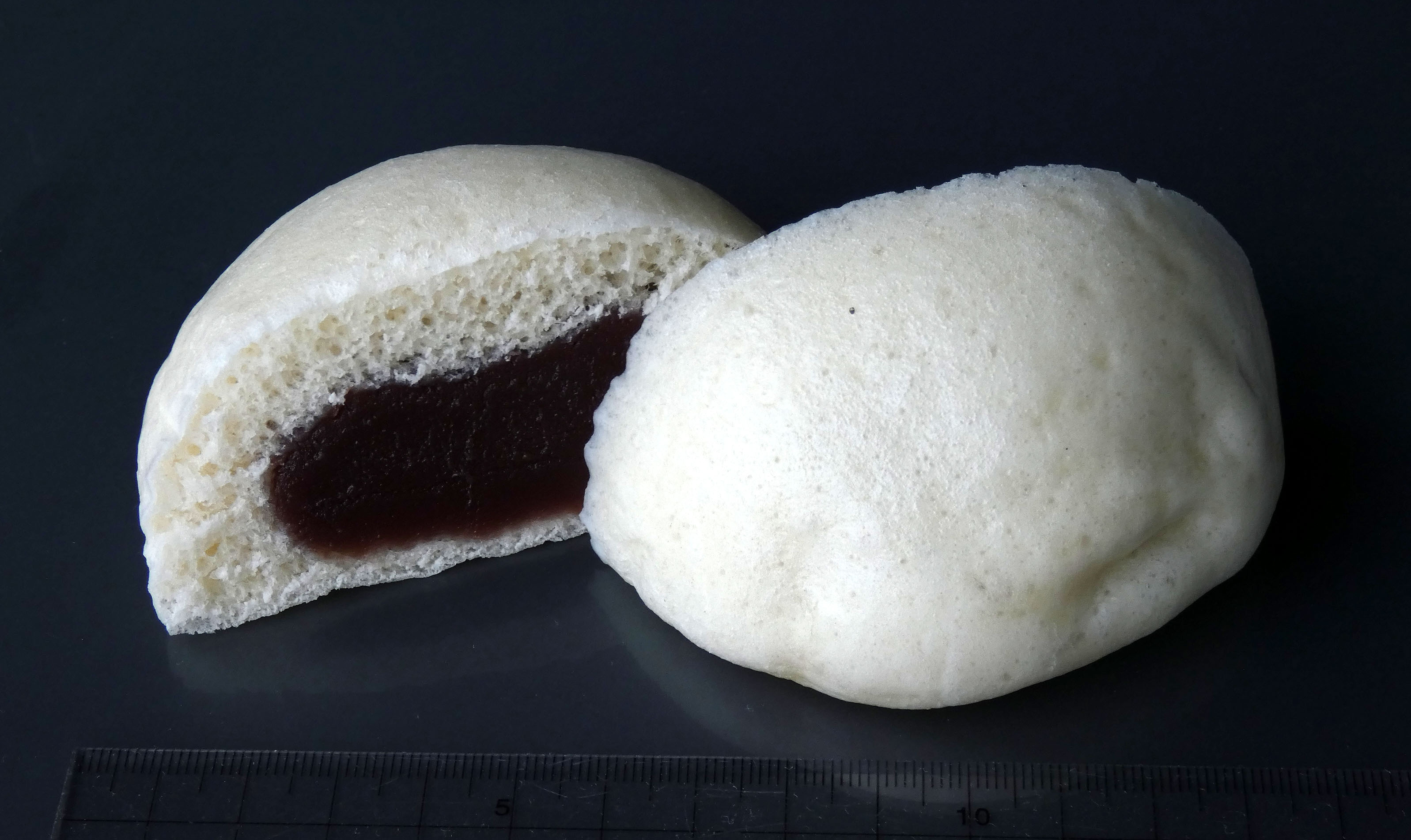
酒饅頭

酒饅頭（さけまんじゅう、さかまんじゅう）は、酒粕などを用いて生地を発酵させて作る饅頭であり、和菓子の一種である。
日本各地で食べられており、特に九州や東北などで作られている。

## 概要
酒饅頭とは、小麦粉などの生地に酒種（甘酒に似た発酵液）や酒粕などの酵母液を加え、発酵させて蒸し上げることで作る饅頭である。
生地には砂糖・小麦粉・米麹・酒種や酒粕が使われる。自然発酵により生地が膨らみ、しっとりもちもちとした食感と、酒の香りが引き立つようになるが、これは麹が発酵した香りであり、アルコールは含まれていない。
全国で作られ食べられているが、主に九州の大分県、福岡県、熊本県や東北地方などでの製造が盛んである。地域によって細かなバリエーションがあり、九州南部や沖縄では、黒砂糖が入った生地を使うことなどがあったり、餡は一般的にこし餡だが、栗餡・白餡・味噌などといった餡を使う地域などもある。
あんパンのアイデアの基になった菓子としても有名である。

## 歴史
起源は、中国の三国時代にまで遡れ、諸葛孔明が、南蛮征伐を行う際に暴れる河を鎮めるため、人間の頭に代えて小麦の皮で肉を包み、お供えしたものが酒饅頭だったといわれている。
日本に伝わったのは鎌倉・室町時代頃とされており、留学僧などによって日本各地に伝えられたとされているが、地域によって様々な数多くの諸説があり、定説は定まっていない。
その後は庶民の手頃な菓子として重宝され、5月の端午の節句やお盆、お祭りの他農作業の合間などに食べられており、特に冬に蒸し上がったまんじゅうを食べると体が温まるので、好んで食べられた。
現在も日本各地のスーパーマーケットなどで見られ、オーソドックスな饅頭として盛んに食べられている。

## 季語
酒饅頭は、俳句や歳時記において冬の季語（三冬：11月～2月）とされている。
「蒸し饅頭」の子季語として位置づけられ、その中で特に酒粕や酒種を使用したものが「酒饅頭」として分類されている。

### 酒饅頭を使用した句
- 義士祭酒饅頭をたうべけり — 増田龍雨
- 酒饅頭ほんのり焦げて暮春かな — 村越化石
- 棚経の僧に包める酒饅頭 — 中川冬紫子
- 鄙の春酒饅頭を匂はする — 佐藤鬼房

（）